# 블록 (장난감)

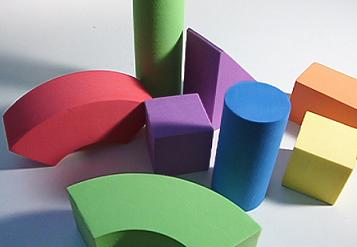
블록 세트

블록(block)이란 조립식 장난감으로 사용되는 다양한 색깔과 모양(사각, 삼각, 원주, 아치 등)의 나무, 플라스틱 또는 발포로 만든 조각이다.
때때로 블록은 한글이나 알파벳과 같이 글자 모양도 있다.

## 교육적 효과
- 물리적 효과 : 조립식 블록은 아동의 손가락하고 손의 능력을 강화하고 눈하고 손의 협응력을 향상시킨다. 
그리고 아동이 다른 모양을 학습하는 것을 돕는다.
- 사회적 효과 : 블록 놀이는 아동이 또래아동하고 관계를 맺고, 협동하는 것을 돕고, 종종 다른 사람들과 어울리는 첫 경험 중의 하나이다. 
블록은 아동에게 유익한데 그 이유는 상호작용을 일으키고 상상력을 자극하기 때문이다. 
창의성은 사회적 역할의 중요한 조합 행위이다.
- 지적 효과 : 아동은 크기와 모양, 위치를 묘사하면서 학습하기 때문에 잠재적으로 어휘를 개발할 수 있다. 
수학 기술은 블록별로 규격화된 블록으로 그룹화, 더하기, 빼기 과정을 통해 개발된다. 
중력, 균형, 도형의 경험은 블록을 통해 학습하게 되며, 지적인 자극을 제공해준다.
- 창의적 효과 : 아동은 블록으로 자신의 디자인을 만듦으로써 창의적인 자극을 받는다.

## 같이 보기
- 유니트 블록(Unit Block) : 인기있는 규격화된 나무 장난감 블록.
- 테구(Tegu) : 자석으로 결합하는 나무 블록.
- 카플라(Kapla) : 나무로된 조립 블록 장난감.
- 레고(LEGO) : 인기있는 플라스틱 조립식 장난감의 한 계열.
- 링컨 로그(Lincoln Logs) : 통나무 집을 짓고 고정시키는 특유의 장난감
- 스티클 브릭(Stickle bricks) : 주로 유아용 플라스틱 조립 장난감.
- 프뢰벨 기프트(Froebel Gifts) : 취학 전 아동을 대상으로 하는 교구의 한 종류.
- 몬테소리 감각 교구(Montessori sensorial materials) : 나무 블록을 포함하는 교구의 한 종류.
- 틴커토이(Tinkertoys) : 로드(rods) and 휠(wheels).